# Herpetogramma vacheri
Herpetogramma vacheri is een vlinder uit de familie van de grasmotten (Crambidae), uit de onderfamilie van de Spilomelinae. De wetenschappelijke naam van deze soort is voor het eerst gepubliceerd in 2008 door Christian Guillermet.
De soort komt voor in Réunion.